# En gammal majpojke
"En gammal majpojke" är en sång av Karl Gerhard ur revyn Där de stora torskarna gå, som spelades in på 78-varvsskiva 1950. Melodin är av Michael Carr och gavs ursprungligen ut med titeln "The Wheel of the Wagon" eller "The Wheel of the Wagon is Broken". 
Karl Gerhards text handlar om en äldre herre från Majorna i Göteborg som sitter utanför restaurangen och känner doften av den mat han inte har råd med. "När dom där inne dricker ungerska tokajerna blir jag berusad av luften i Majorna". Han tog idén från en dansk revy på 1930-talet, där sången hette "Manden paa risten". Där är det en fattig person i stadsdelen Vesterbro som känner doften från restaurangen genom en typ av ventilationsgaller i gatan – något man än i dag kan finna i Köpenhamn.